# Gokoku-ji

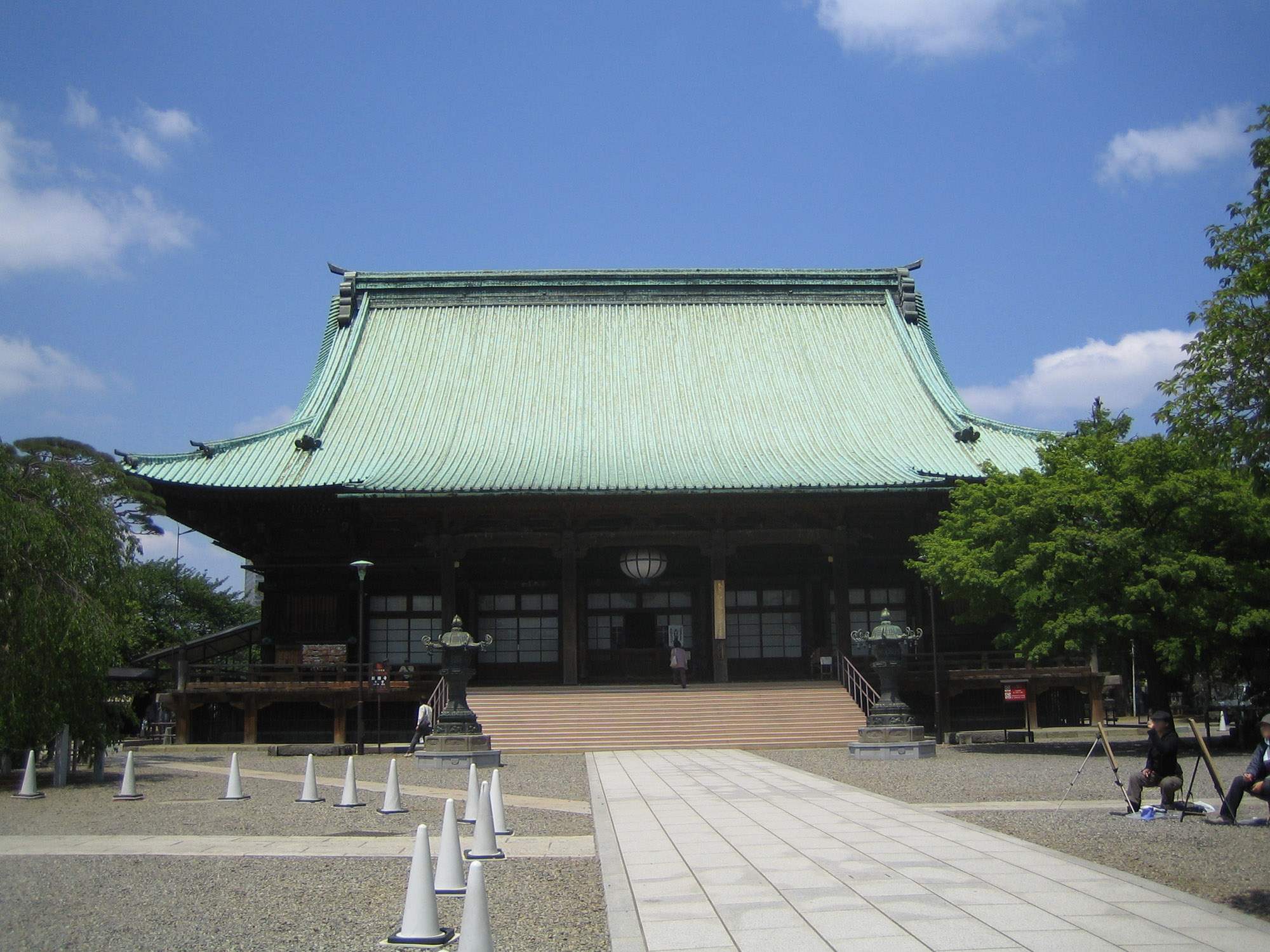
Haupthalle des Gokoku-ji

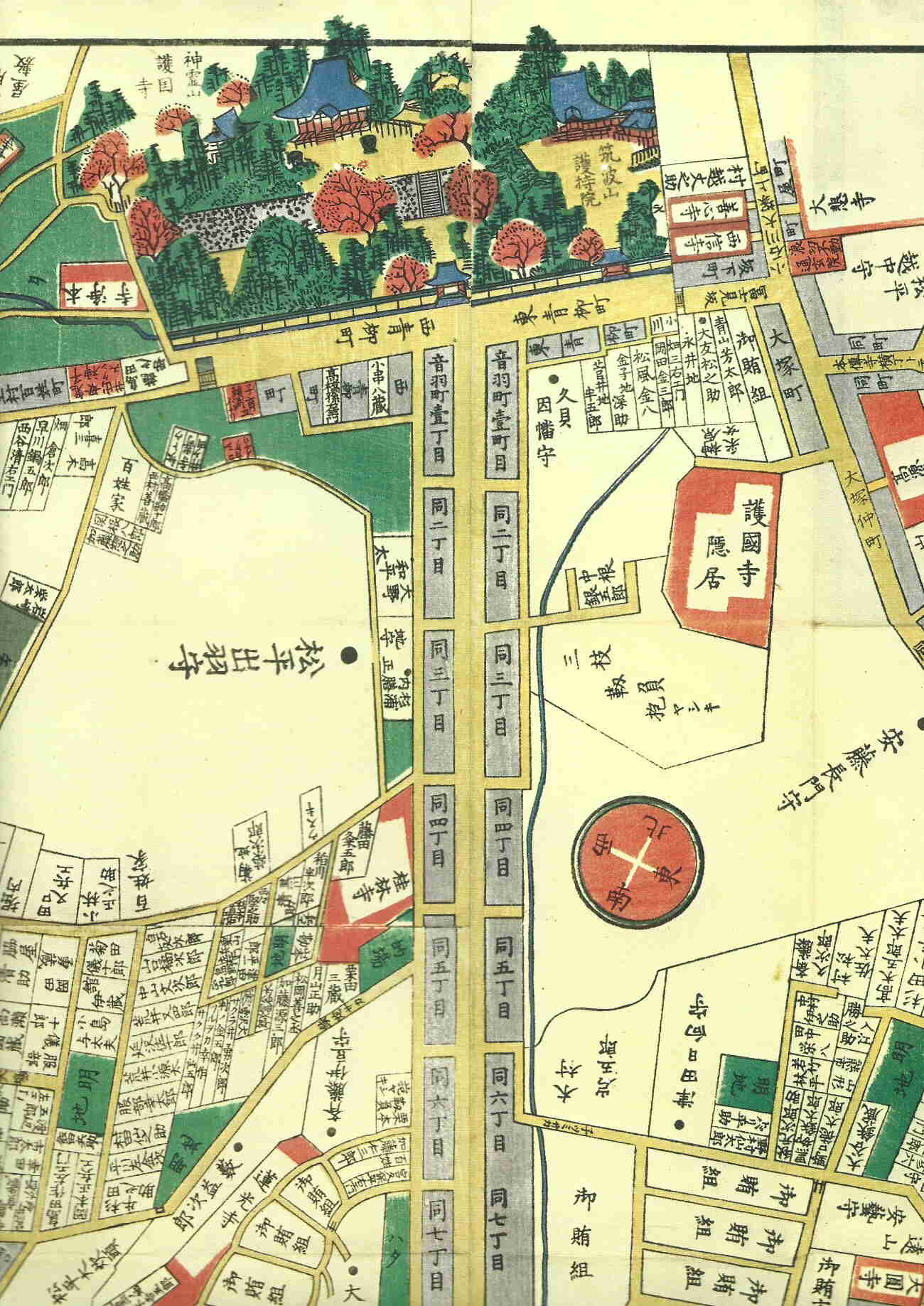
Der Tempel (oben) 1853

Gokoku-ji (japanisch 護国寺) mit dem Bergnamen Shinreisan (神鈴山) und dem Untertempelnamen Shitchi-in (悉地院) ist ein Tempel in Tokios Stadtbezirk Bunkyō. Er gehört zum Shingi-(新義)-Zweig der Shingon-Richtung des Buddhismus.

## Geschichte
Der Shōgun Tokugawa Tsunayoshi ließ den Tempel auf Wunsch des Oberpriesters Ryōken (亮賢僧正; 1611－1687), der seine Mutter Keishō-in (桂昌院; 1627–1705) hoch verehrte, im Jahr 1681 erbauen. Tsunayoshi stellte dafür den Kräutergarten des Bakufu mit Namen Ōtsuka yakuen (大塚薬園) zur Verfügung. – Man sieht heute noch Gebäude im Stil der Genroku-Zeit, aber 1883 und 1926 ist der größte Teil des Tempels abgebrannt. – Nach dem letzten Brand wurden zum Teil alte Gebäude hierher umgesetzt. Im Pazifik-Krieg blieb der Tempel von Bomben verschont. Erhalten geblieben ist auch die planmäßig anlegte Zugangsstraße, die früher beidseitig von Läden gesäumt war.

## Die Anlage
Man betritt den Tempel durch das „Niō-Tor“ (仁王門 Niō-mon), benannt nach den beiden Tempelwächtern (Niō) rechts und links vom Durchgang. Dan folgt am oberen Ende einer Treppe das „Mittlere Tor“ (中門 Chūmon), hier „Tor der Unsterblichkeit“ (不老門 Furō-mon) genannt, das 1938 errichtet wurde. Es ist eine Kopie des Haupttores des Kurama-dera in Kyōto. Ein weiteres Tor, das Sō-mon (惣門), führt zur Abtresidenz. Es hat die Form eines Tores, wie es bei Daimyō-Residenzen üblich war und war für hohe Gäste bestimmt.
Hinter dem Furō-mon steht zur Linken eine Schatzpagode (多宝塔 Tahōtō), eine Kopie der Schatzpagode des Ishiyama-dera, die 1938 gestiftet wurde. Dahinter folgt die Gründerhalle (大師堂 Daishi-dō) aus dem Jahr 1701. Es ist die ursprünglich an anderer Stelle errichtete Yakushi-Halle (薬師堂 Yakushi-dō) des Tempels. Der Glockenturm (鐘楼 Shōrō) auf der rechten Seite mit einer besonders hohen Basis besitzt eine Tempelglocke (梵鐘 Bonshō) aus dem Jahr 1682.
Die Haupthalle (本堂 Hondō) voraus stammt aus dem Jahr 1697 und ist als Wichtiges Kulturgut Japans registriert. Ursprünglich war es die Kannon-Halle (観音堂 Kannon-dō), die nach dem Brand 1928, als die alte Haupthalle verloren ging, hierher versetzt wurde. Und Kannon ist auch die Hauptkultfigur. Die Halle präsentiert sich in einer Mischung aus  „japanischen“ und Zen-Stil. Sie besitzt ein einfaches Fußwalmdach und ist mit Kupferblech gedeckt.
Links von der Haupthalle steht die „Mondschein-Residenz“ (月光殿 Gekkō-den), die ebenfalls als Wichtiges Kulturgut registriert ist. Sie stammt aus der frühen Azuchi-Momoyama-Zeit und ist mit linksbündigen Ziegeln gedeckt. Ursprünglich stand das Gebäude als Gästehaus auf dem Gelände des Mii-dera in der Präfektur Shiga, kam dann 1888 nach Tōkyō und schließlich 1928 hierher.
Die Yakushi-Halle war ursprünglich die Halle zur Aufbewahrung eines vollständigen Sutren-Satze. Sie stammt aus der Genroku-Zeit und ist somit ein bedeutendes Kulturerbe.

## Gräber bekannter Persönlichkeiten
Auf dem Friedhof des Tempels finden sich Gräber von bekannten Persönlichkeiten. Dazu gehören der frühere Premierminister Ōkuma Shigenobu, der Militärführer und Politiker Yamagata Aritomo, der Politiker Sanjō Sanetomi, der in Japan tätige Architekt Josiah Conder, Okura Kihachirō (大倉 喜八郎; 1837–1828), Unternehmer, Kunstsammler und Erbauer des Ōkura Shūkokan.

## Bilder

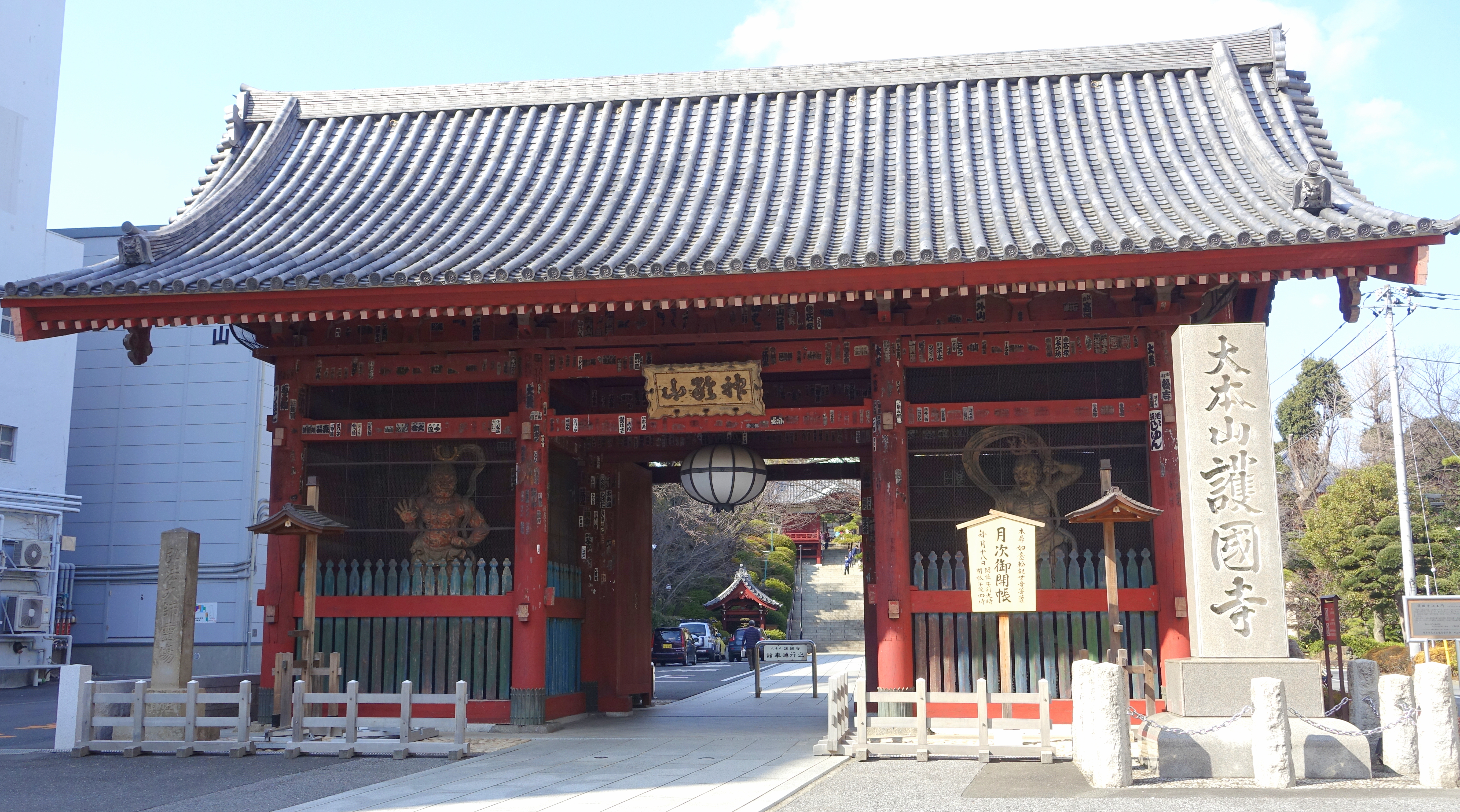
Niō-mon
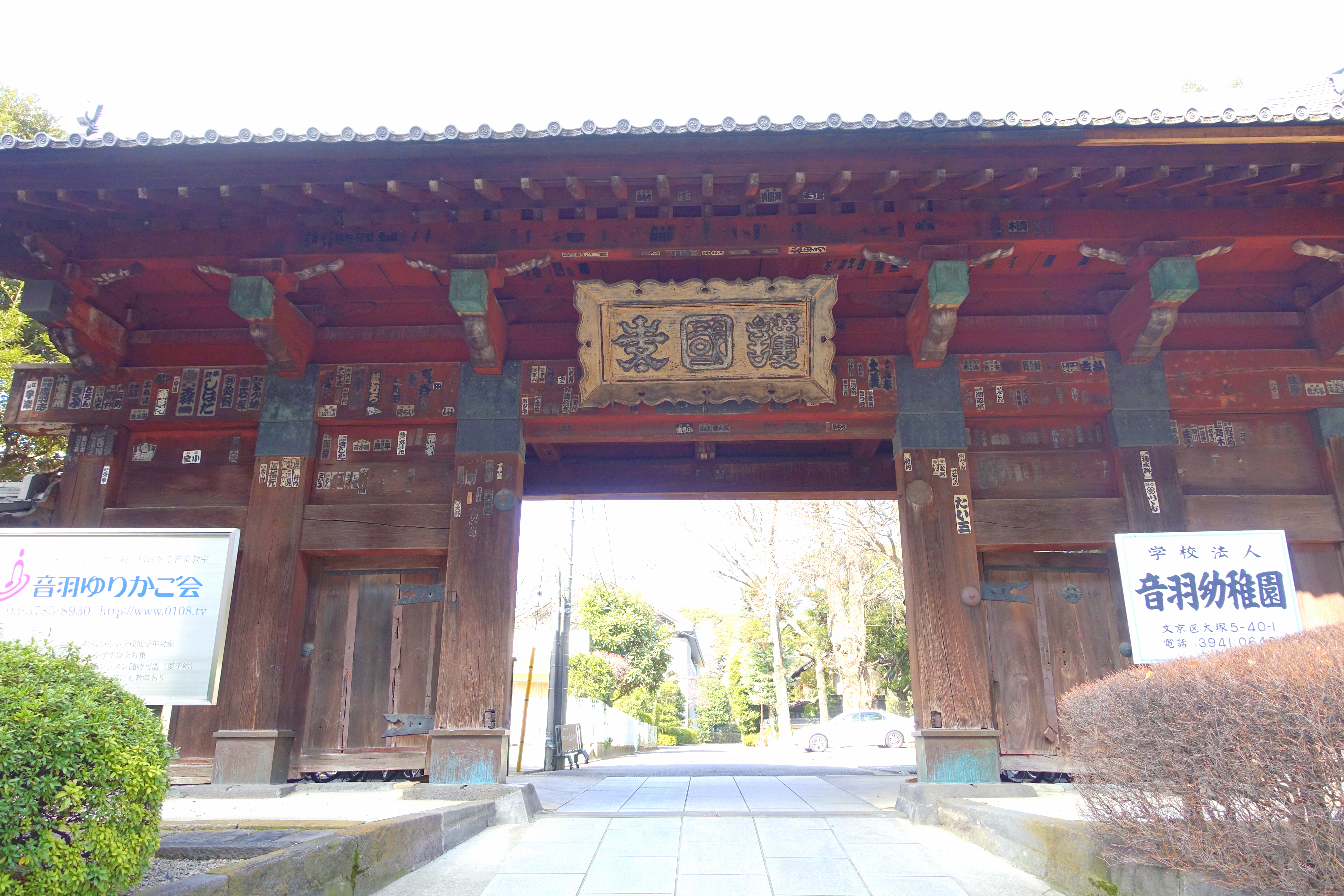
Sōmon
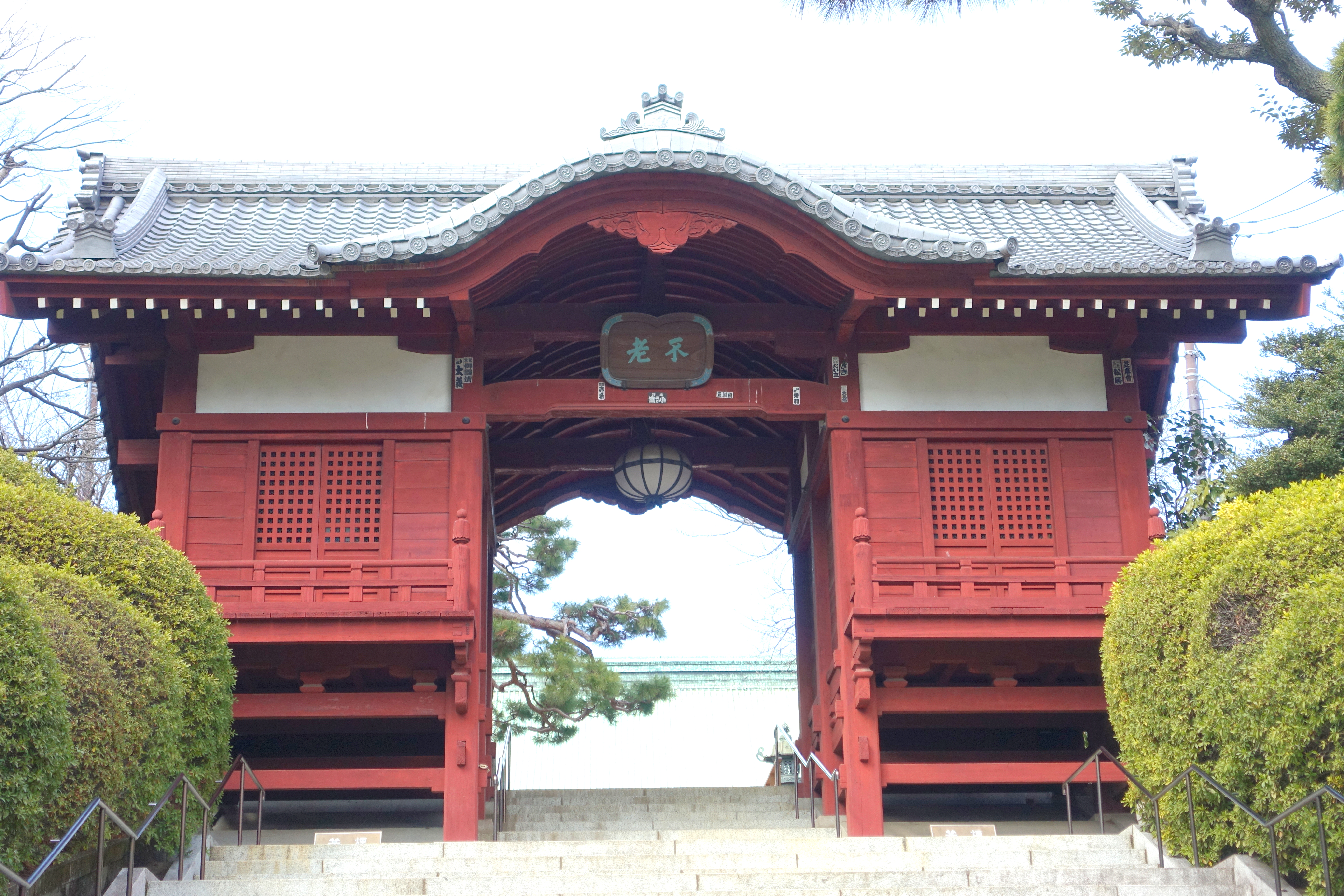
Furō-mon
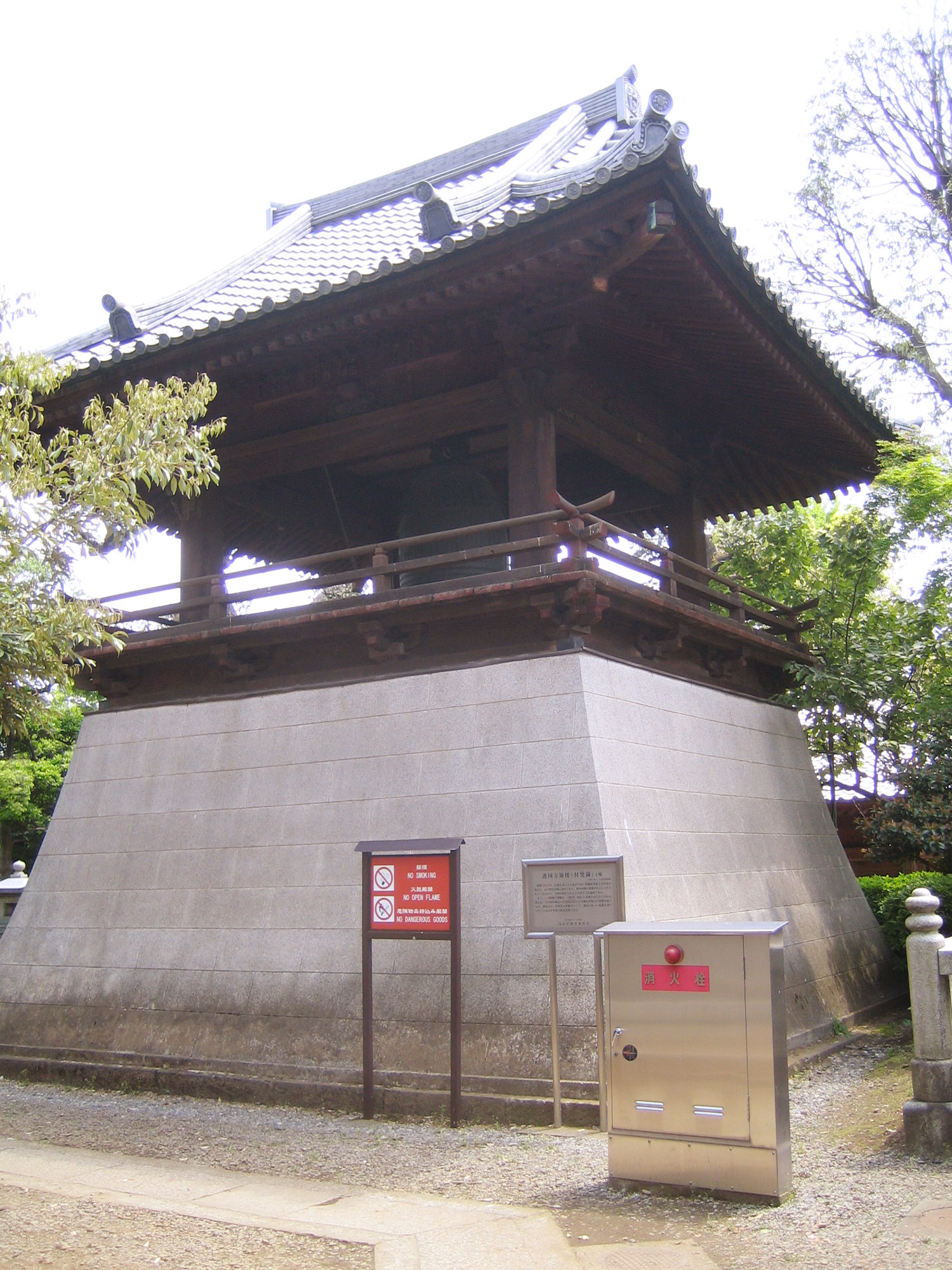
Glockenturm
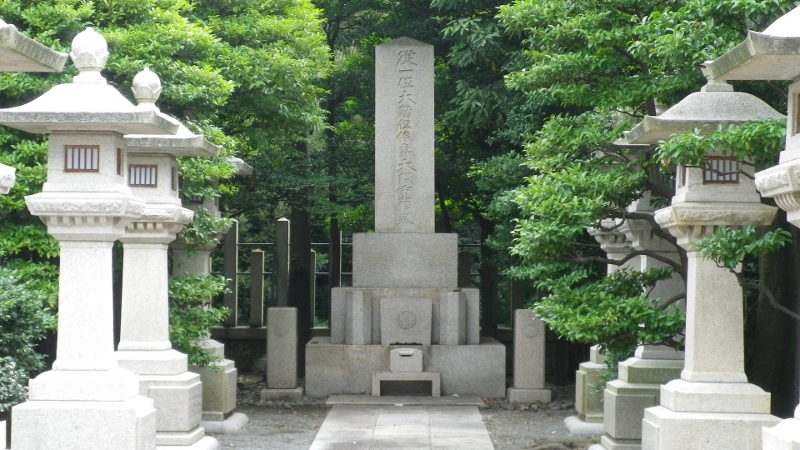
Grab von Okuma Shigenobu
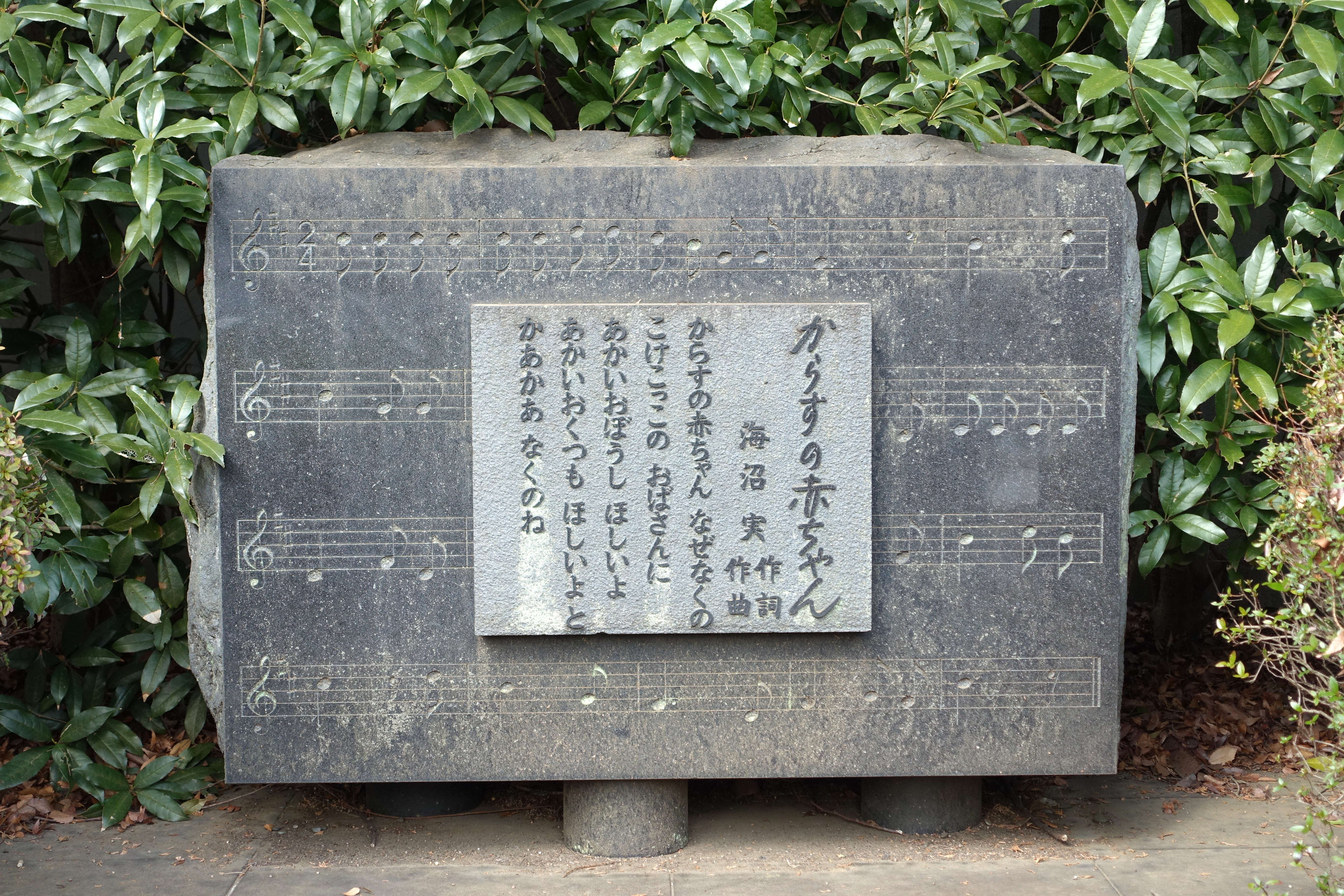
Grab von Umenuma Minoru[A 2]

## Sonstiges
Der Gokoku-ji ist auch bekannt als Tempel für die Praxis der Teezeremonie.